# Zuidoostersingel
De Zuidoostersingel is een gracht en een straat in de stad Harlingen in de provincie Friesland.
De Zuidoostersingel loopt van de Bolswardervaart en de Rozengracht bij de Kerkpoortsbrug in oostelijke richting langs het Harmenspark. Aan de oostzijde van het Zuiderbolwerk gaat de singel in noordelijke richting verder naar de Oosterbrug, waar het verder gaat als de Noordoostersingel. In oostelijke richting is er verbinding met de Franekertrekvaart. De filmer Gerrit Aalfs woonde aan de Zuidoostersingel. Aan de Zuidoostersingel staan negen gemeentelijke monumenten.
De  400 meterlange gracht maakt deel uit van de route van de Elfstedentocht. 

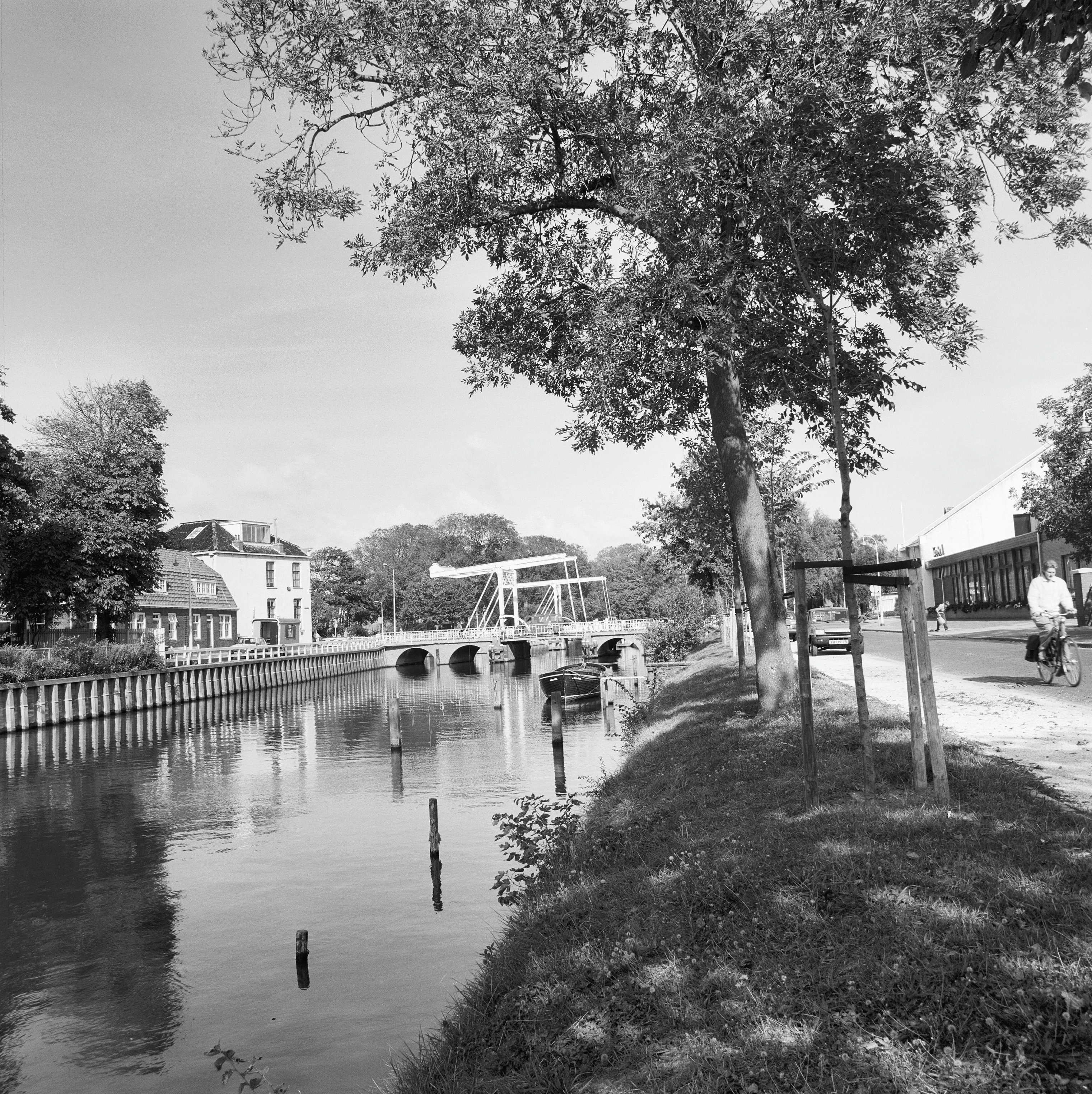
Zuidoostersingel richting Oosterbrug (1986)
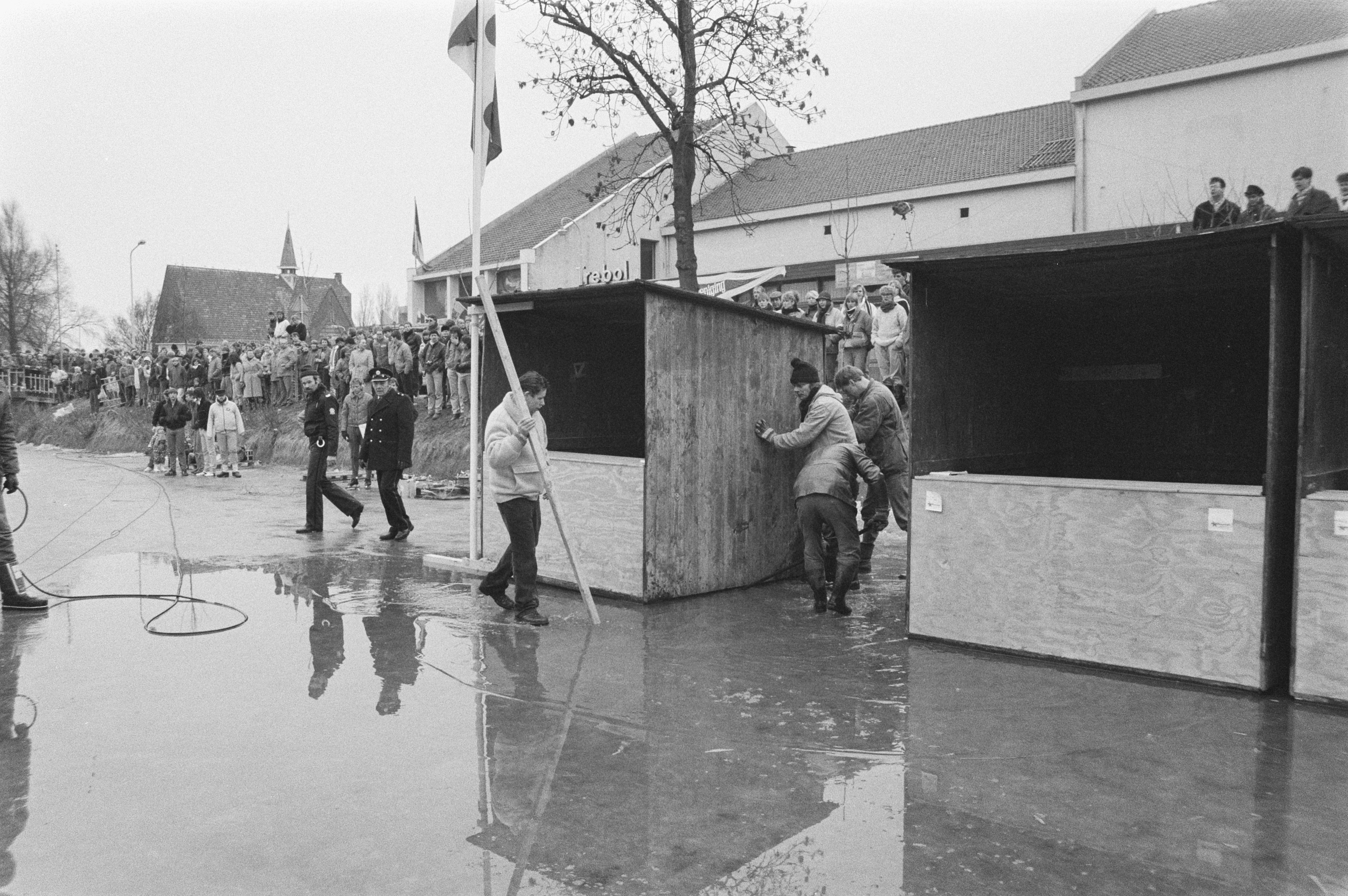
Stempelhokjes op de Zuidoostersingel, Elfstedentocht 1985
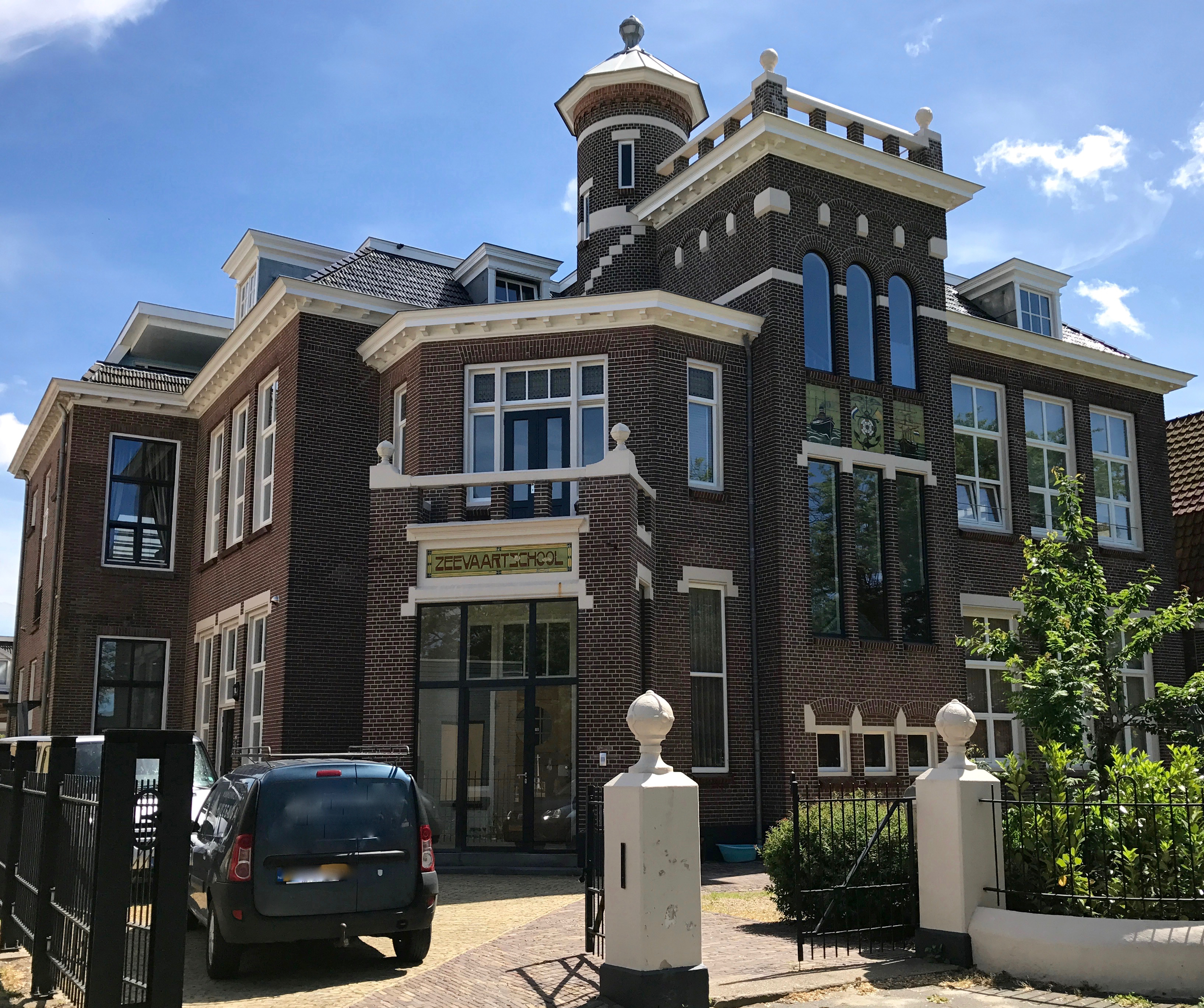
Gemeentelijk monument Zuidoostersingel 3

Zwette · Stadsgracht (Sneek) · Geeuw · Wijddraai · Wijde Wijmerts · Nauwe Wijmerts · Noorder Ee · Ee (Woudsend) · Slotermeer · Slotergat · Slotermeer · Luts · Van Swinderenvaart · Spookhoekstervaart · Rijstervaart · Oud-Karre · Johan Frisokanaal · Morra · Johan Frisokanaal · Noorderdijkvaart · Het Wijd · De Gronzen · Indijk · Zijlroede (Hindeloopen) · Oude Oostervaart · Dijkvaart · Horsa · Burevaart · Diepe Dolte · Workumertrekvaart · Het Kruiswater · Stadsgracht (Bolsward) · Witmarsumervaart · Harlingervaart · Bolswardervaart · Zuidoostersingel · Noordoostersingel · Noordergracht (Harlingen) · Van Harinxmakanaal · Sexbierumervaart · Noordergracht (Franeker) · Dongjumervaart · Ried · Berlikumerwijd · Moddergat · Wierzijlsterrak · Blikvaart · Zuidhoekstervaart · Ouwe Rij · Leistervaart · Finkumervaart · Dokkumer Ee · Het Kleindiep · Dokkumer Ee · Oudkerkstervaart · Murk · Ouddeel · Bonkevaart (finish)